# Christer Allgårdh
Christer Allgårdh (Borås, 20 febbraio 1967) è un ex tennista svedese.

## Carriera
In carriera ha vinto due titoli di doppio, l'Hypo Group Tennis International nel 1987, in coppia con il connazionale Ulf Stenlund, e il Guarujá Open nel 1992, in coppia con l'australiano Carl Limberger.

## Statistiche

### Doppio

#### Vittorie (2)
| Numero | Anno             | Torneo                                | Superficie  | Compagno       | Avversari in finale           | Punteggio     |
| 1.     | 12 aprile 1987   | Hypo Group Tennis International, Bari | Terra rossa | Ulf Stenlund   | Roberto Azar Marcelo Ingaramo | 2-6, 7-5, 7-5 |
| 2.     | 1º novembre 1992 | Guarujá Open, Guarujá                 | Cemento     | Carl Limberger | Diego Pérez Francisco Roig    | 6-4, 6-3      |

#### Finali perse (2)
| Numero | Anno             | Torneo                           | Superficie  | Compagno       | Avversari in finale        | Punteggio |
| 1.     | 15 novembre 1992 | ATP San Paolo, San Paolo         | Cemento     | Carl Limberger | Diego Pérez Francisco Roig | 2-6, 6-7  |
| 2.     | 31 ottobre 1993  | Movistar Open, Santiago del Cile | Terra rossa | Brian Devening | Mike Bauer David Rikl      | 6-7, 4-6  |